# Hemigomphus comitatus
Hemigomphus comitatus – gatunek ważki z rodziny gadziogłówkowatych (Gomphidae).